# Станица у Сеулу
Станица у Сеулу (енгл. Seoul Station, кореј. 서울역) је јужнокорејски анимирани постапокалиптички хорор филм из 2016. године, базиран као преквел филма Воз за Бусан, други део филмског серијала, истражујући како је зомби епидемија започела у Јужној Кореји.
Филм је изашао 18. августа 2016. године, са филмским звездама Shim Eun-kyung, Ryu Seung-ryong и Lee Joon у главним улогама. Филм је приказан 2016. на Бриселском Интернационалном фанстастичном филском фестивалу.

## Радња
Радња прати причу о избијању зомби апокалипсе у центру Сеула, где бескућник на улици постаје заражен. Хај сан, бивша проститутка, покушава да преживи заједно са својим дечком Ки Вонгом. У хаосу који настаје, Хај Сан се одваја од свог дечка и завршава у полицијској станици, заједно са групом преживелих. У међувремену, њен отац, Сук Гју, креће у потрагу за њом, суочавајући се са зараженима и покушавајући да је спаси. Док се ситуација погоршава, Хај Сан се суочава са тешком истином о својој прошлости, а Сук Гју открива праву природу њиховог односа.
1. Референце

## Улоге
| Глумац          | Улога        |
| --------------- | ------------ |
| Shim Eun-kyung  | Хај Сан      |
| Ryu Seung-ryong | Сук Гју      |
| Lee Joon        | Ки Вонг      |
| Jang Hyuk-jin   | Господин Ким |
| Lee Sang-hee    | Волонтер     |